# Mohamed Ali Ould Sidi Bechir
Mohamed Ali Ould Sidi Bechir est un homme politique sahraoui. 

## Biographie
Notable régional, il désarme en 1959 les Moghazni du village de Chbikia à la frontière algéro-marocaine. Il devient député de la région d'Es-Semara, au Sahara occidental rattaché au Maroc. En octobre 1979, quelques mois après avoir été présenté à l'organisation de l'unité africaine comme un habitant du Sahara fier d'être citoyen marocain, il fuit pendant l'attaque d'Es-Semara par le Front Polisario, rejoignant la république arabe sahraouie démocratique.